# جوني غوردون
جوني غوردون (بالإنجليزية: Johnny Gordon)‏ (11 سبتمبر 1931 ببورتسموث في المملكة المتحدة - 26 مايو 2001 ببورتسموث في المملكة المتحدة) هو لاعب كرة قدم بريطاني في مركز مهاجم داخلي. لعب مع برمنغهام سيتي ونادي بورتسموث ونادي تشيلمسفورد.

## وصلات خارجية
- جوني غوردون على موقع قاعدة بيانات كرة القدم.إي يو (الإنجليزية)
- جوني غوردون على موقع عالم كرة القدم.نت (الإنجليزية)